# Reflexiones (literatura sufi)
Reflexiones (en inglés, Reflections) de Idries Shah, es una colección de ochenta fábulas, aforismos y frases que buscan desafiar la mente condicionada. El libro confronta al lector con ideas y perspectivas inusuales, en un intento de liberar la mente para ver las cosas como realmente son. El prefacio dice: “¿Imaginas que las fábulas existen solamente para divertir o instruir, y que están basadas en ficciones? Las mejores son trazos de lo que sucede en la vida real, en la comunidad y en los procesos mentales del individuo”.

## Contenido
Reflexiones es una colección de un prefacio y ochenta piezas literarias breves, diseñadas para la reflexión. Muchas son tan sucintas como este ejemplo:

La historia no es generalmente lo que ha sucedido. La historia es lo que algunas personas han considerado significativo.

## Repercusión
Este pequeño libro, capaz de caber en el bolsillo, ha sido muy bien recibido por la crítica. En una reseña en The Observer, la escritora Doris Lessing lo describe como “… una interesante y dinámica colección de fábulas, comentarios y aforismos, cuya cualidad es la agudeza.” El New York Times Book Review lo llamó “ingenioso, mordaz y formativo – tienden a venir a tu mente en los momentos apropiados.” Pat Williams, en su Reseña del Año de la BBC lo consideró “muy divertido… más sabiduría de la que he encontrado en cualquier otro libro de este año. Me encontré a mí mismo reacomodándome en mi asiento.”